# Felipe Carone
Felipe Carone (São Paulo, 25 de julho de 1920 — Rio de Janeiro, 27 de março de 1995) foi um ator e cantor lírico brasileiro.

## Biografia
Paulista filho de imigrantes libaneses, Carone estreou no teatro aos dezenove anos como cantor na ópera La Bohème da Companhia Lírica.. Em 1946 destacou-se em Cavalleria Rusticana. No início dos anos 1950 foi um dos fundadores da "Sociedade Artistas Unidos", criada para amparar e fomentar jovens artistas líricos em início de carreira. Na metade desta década, ingressou na companhia do Teatro Maria Della Costa encenando peças como "Casal 20" e Auto da Compadecida.
Mudou-se para o Rio de Janeiro, onde passou seus últimos 25 anos. Construiu sua carreira em novelas da TV Globo, onde estreou, na década de 1960, na novela "A cabana do Pai Tomás".
No cinema, sua primeira participação se deu em 1958, em Macumba na Alta. Sempre fez papéis cômicos, tendo se destacado em comédias leves como Lua de Mel e Amendoim; Os Mansos; Uma Mulata Para Todos e A Árvore dos Sexos, entre outros. Mas foi no teatro e longe do humor que Felipe conheceu seu maior sucesso: A peça Além da Vida, texto psicografado por Chico Xavier e Divaldo Franco, que ficou 13 anos em cartaz e foi assistida por mais de 2 milhões de pessoas.
Felipe Carone faleceu em 27 de março de 1995, aos 74 anos, na Clínica Sorocaba, no bairro de Botafogo, vitimado por um câncer no esôfago, descoberto dois anos antes. Foi sepultado no Cemitério São João Batista, no mesmo bairro.

## Carreira

### Televisão
| Ano  | Título                     | Personagem           | Notas                                  |  |
| ---- | -------------------------- | -------------------- | -------------------------------------- |  |
| 1959 | Grande Teatro Tupi         | —                    |                                        |  |
| 1963 | Gente como a Gente         | —                    |                                        |  |
| 1964 | João Pão                   | Frei Manoel          |                                        |  |
| 1964 | Marcados pelo Amor         | Lucas                |                                        |  |
| 1964 | Renúncia                   | Manoel Justino       |                                        |  |
| 1965 | Em Busca da Felicidade     | Mendonça             |                                        |  |
| 1967 | Os Miseráveis              | Fauchelevent         |                                        |  |
| 1968 | Os Tigres                  | —                    |                                        |  |
| 1968 | A Grande Mentira           | André                |                                        |  |
| 1969 | A Cabana do Pai Tomás      | Arquibaldo Morrison  |                                        |  |
| 1970 | Pigmalião 70               | Gino                 |                                        |  |
| 1970 | A Próxima Atração          | Jarbas               |                                        |  |
| 1971 | O Cafona                   | Jaírton Saca- Rolhas |                                        |  |
| 1971 | Bandeira 2                 | Jovelino Sabonete    |                                        |  |
| 1972 | Uma Rosa com Amor          | Giovanni Petrone     |                                        |  |
| 1972 | Caso Especial              | Walter               | Episódio: "Meu Primeiro Baile "        |  |
| 1973 | O Semideus                 | Gildo Graça          |                                        |  |
| 1975 | Cuca Legal                 | José                 |                                        |  |
| 1975 | Um Dia, o Amor             | Zanata               |                                        |  |
| 1976 | Senhoras e Senhores        | Leão                 |                                        |  |
| 1976 | Sossega Leão               | Leão                 |                                        |  |
| 1978 | O Pulo do Gato             | Jorelli              |                                        |  |
| 1978 | Pecado Rasgado             | Mariano              |                                        |  |
| 1979 | Feijão Maravilha           | Formoso              |                                        |  |
| 1980 | Chega Mais                 | Sr. Gomes            |                                        |  |
| 1980 | Plumas e Paetês            | Clóvis               |                                        |  |
| 1980 | O Bem-Amado                | Beto Canivete        | Episódio: "O Contraventista Zoológico" |  |
| 1981 | Obrigado, Doutor           | Prefeito             | Episódio: "Emergência"                 |  |
| 1982 | Elas por Elas              | Evilásio Cury        |                                        |  |
| 1982 | Final Feliz                | Vigário              |                                        |  |
| 1983 | Voltei pra Você            | Neno                 |                                        |  |
| 1983 | Mário Fofoca               | Evilásio Cury        |                                        |  |
| 1983 | Guerra dos Sexos           | Vitorino Pimenta     | [ 8 ]                                  |  |
| 1984 | O Bem-Amado                | Salim Bechara        |                                        |  |
| 1985 | De Quina pra Lua           | Padre Antônio        |                                        |  |
| 1985 | Caso Verdade               | Oswaldo              | Episódio: "Amor aos 40"                |  |
| 1987 | Bambolê                    | Padre                |                                        |  |
| 1988 | Vida Nova                  | Giácomo              |                                        |  |
| 1989 | Top Model                  | Baby Donattio        |                                        |  |
| 1990 | Fronteiras do Desconhecido | Adelino              | Episódio: "Adelino, uma Vida de Amor"  |  |
| 1990 | Rainha da Sucata           | Advogado Marcelo     |                                        |  |
| 1990 | Meu bem, meu mal           | Benedito             |                                        |  |
| 1992 | Você Decide                | —                    | Episódio: "Segredo de Família"         |  |
| 1992 | Despedida de Solteiro      | Juiz                 |                                        |  |
| 1993 | Mulheres de Areia          | Comendador Giacomani |                                        |  |
| 1994 | Você Decide                | Bexiga               | Episódio: "A Dívida"                   |  |

### Cinema
| Ano  | Título                                    | Personagem          | Notas                                 |
| ---- | ----------------------------------------- | ------------------- | ------------------------------------- |
| 1958 | Macumba na Alta                           | André               |                                       |
| 1959 | Moral em Concordata                       | Katurian            |                                       |
| 1969 | A Compadecida                             | Padre               |                                       |
| 1971 | Lua de Mel e Amendoim                     | Soares              | Segmento: "Lua de Mel e Amendoim"     |
| 1972 | Um Marido Sem…é Como Um Jardim Sem Flores | Stanislaw Trombi    |                                       |
| 1973 | Os Mansos                                 | Pai de Armando      | Segmento: "O Homem em Quatro Chifres" |
| 1973 | Obsessão                                  | —                   |                                       |
| 1974 | Banana Mecânica                           | Dr. Cornélio        |                                       |
| 1975 | O Roubo das Calcinhas                     | Genaro              | Segmento: "O Roubo das Calcinhas"     |
| 1975 | Uma Mulata para Todos                     | Arlindo             |                                       |
| 1976 | E as Pílulas Falharam                     | Giovani Ferreti     |                                       |
| 1976 | Guerra É Guerra                           | Motorista           |                                       |
| 1977 | A Árvore dos Sexos                        | Comendador Silveira |                                       |
| 1988 | Johnny Love                               | Macedo              |                                       |
| 1988 | O Diabo na Cama                           | Recepcionista       |                                       |